# Зденська Вас
Зденська Вас (словен. Zdenska vas) — поселення в общині Добреполє, Осреднєсловенський регіон, Словенія. 
Висота над рівнем моря: 441 м.